# Hero/Heroine
«Hero/Heroine» es el sencillo del álbum epónimo de Boys Like Girls. Fue originalmente lanzado como el primer sencillo, junto a un vídeo musical, pero no se enlistó en su recorrido inicial en la radio.
Sin embargo, seguido al éxito de "The Great Escape", la banda decidió relanzar la canción y estrenar un nuevo vídeo en MTV en noviembre del 2007. La canción fue certificada Oro por RIAA en enero de 2009.

## Vídeo musical
Hay dos versiones de vídeos musicales para el sencillo "Hero/Heroine". En el primer vídeo, la banda es vista presentándose en una habitación de algún tipo, mientras hay un robo en un restorán. En el segundo vídeo, que fue lanzando cuando el sencillo fue relanzado, Martin es visto caminando alrededor de Boston con su novia (interpretada por Autumn Holley) y el resto de la banda es vista en otras escenas. Durante el final del vídeo, la banda es vista presentándose enfrente de sus fanes.

## Listas
| Chart (2008)           | Peak position |
| ---------------------- | ------------- |
| U.S. Billboard Hot 100 | 43            |
| U.S. Billboard Pop 100 | 22            |

## En la cultura popular
La canción fue mostrada en la película de Nickelodeon, Spectacular!. Y también en el reality show A Double Shot at Love. También es brevemente escuchada en la película del 2009, The Taking of Pelham 123.